# 原あいら
原 あいら（はら あいら、欧文表記：Aira Hara、1988年8月26日 - ）は、日本のソプラノ歌手。愛知県出身。

## 略歴
3歳からピアノを習い中学2年から声楽の師匠に師事し、名古屋市立菊里高等学校音楽科、国立音楽大学音楽学部演奏学科を卒業後、洗足学園音楽大学大学院音楽研究科にて修士号を取得。鹿児島国際大学大学院博士後期課程在学中にイタリア国立マントヴァ国立音楽院オペラ科へ留学。
2017年にアレグロ・ミュージック・プラン主催「ハンブルク国際夏季講習会」修了コンサートにて、オペラ『蝶々夫人』第二幕第1場の蝶々夫人役を演じた。2018年には鹿児島国際大学主催で、台湾の台北天成大飯店にてコンサート実施。同年、アンドビジョン主催のコンサートにて、Next Vision Artistsとしてオペラ『アラベラ』のアラベラ役を演じた。2018年から翌年にかけて、ロベルト・シューマン作曲『ミルテの花』全曲のソロリサイタルツアーを鹿児島県・愛知県・東京都で開催。
2019年に推薦を受け留学するとソプラノソリストとして抜擢され、ヨーロッパ各地でのコンサートの予定も組まれたが、2020年に入ると新型コロナウイルス感染拡大の影響で相次いで中止となった。留学先の授業も中止となり不安な生活を送る中、イタリア各地で各自が自宅のベランダなどで演奏しあう「フラッシュモブ」が広まる。マントヴァ市でもフラッシュモブは行われ、偶然近所にプロのオペラ歌手の女性が住んでいることを知り、人伝にマントヴァ国立音楽院の卒業生であることを知る。Facebookでやり取りしてデュエットが実現し、その様子をSNSなどで公開すると拡散され話題となった。
2021年北イタリア日本人会主催、在ミラノ日本国領事館後援コンサートにてソリストとしてオペラ『蝶々夫人』ある晴れた日にを演奏。
2022年イタリア音楽団体<<Colere Anima>>主催、Platina International Music Festival 2022 （プラティーナインターナショナルミュージックフェスティバル）出演。ソリストとしてオペラ『ラ・ボエーム』より、アリア私の名はミミを演奏。

## 受賞歴
2023年イタリア国際コンクールPlatina International Grand Prize – IV Edizione – 2023 Canto Lirico（オペラ歌唱）部門にて、1° Premio 1位受賞
2023年イタリア国際コンクールRassegna Musicale Asola “Klousios International Music Festival” – IV edizione – 2023  Canto Lirico（オペラ歌唱）部門にて、1° Premio 1位

## 出演

### 活動
- 在ミラノ日本国領事館後援コンサート 『蝶々夫人』ある晴れた日に
- Italia Platina International Music Festival 2022 『ラ・ボエーム』より、アリア私の名はミミ

### テレビ
- フジテレビ『情報プレゼンター とくダネ!』（2020年3月16日） - イタリアからリモート生出演
- CBCテレビ『チャント!』（2020年6月15日） - 中部フィルハーモニー交響楽団による遠隔動画ソリスト

### 新聞
- 産経新聞『産経書房』（西日本版 2021年7月4日朝刊）（2021年7月4日）

### ラジオ
- 文化放送『斉藤一美 ニュースワイドSAKIDORI!』（2020年4月14日）
- 渋谷クロスFM『東京おしゃべり倶楽部』（2022年6月19日,2023年1月15日,2月19日,12月17日）[6]

### Web掲載
- BuzzFeed Japan・Yahoo!ニュース『新型コロナが拡大するイタリアで、日本人ソプラノ歌手に起きた“奇跡”』（2020年3月17日）[3]。
- 近藤浩平作曲『いつか夢になるまで～家の中にとどまる音楽家たちのために～』抜粋版世界初演（2020年4月27日）[7]

### 雑誌掲載
- 週刊女性『Information SQUARE』（2021年6月8日）[8]

### 新聞
- 産経新聞『産経書房』（西日本版 2021年7月4日朝刊）（2021年7月4日）